# Fachkraft im Fahrbetrieb

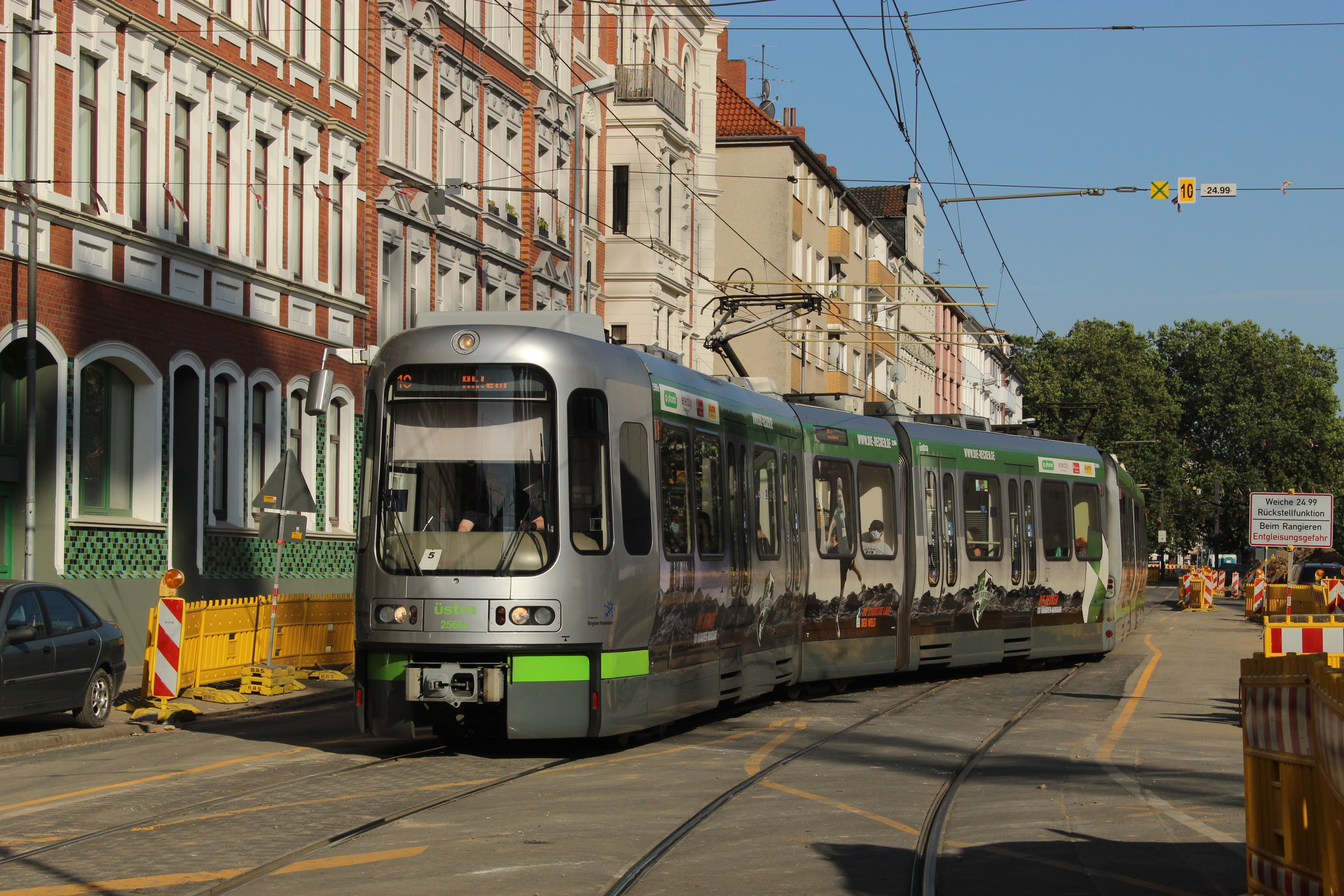
Stadtbahn in Hannover

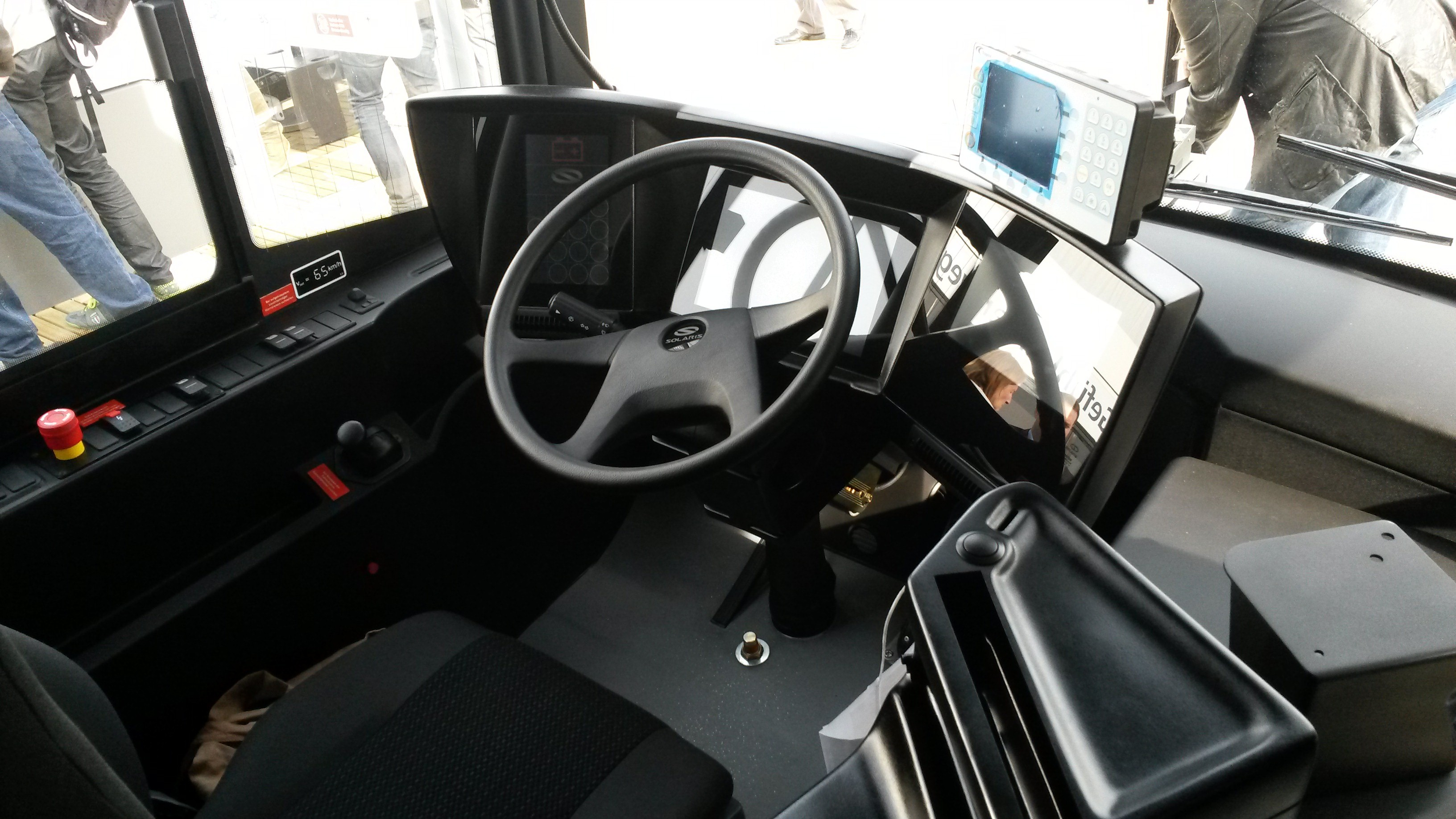
Fahrerarbeitsplatz mit Touchscreen-Displays in einem Solaris Urbino 18 electric.

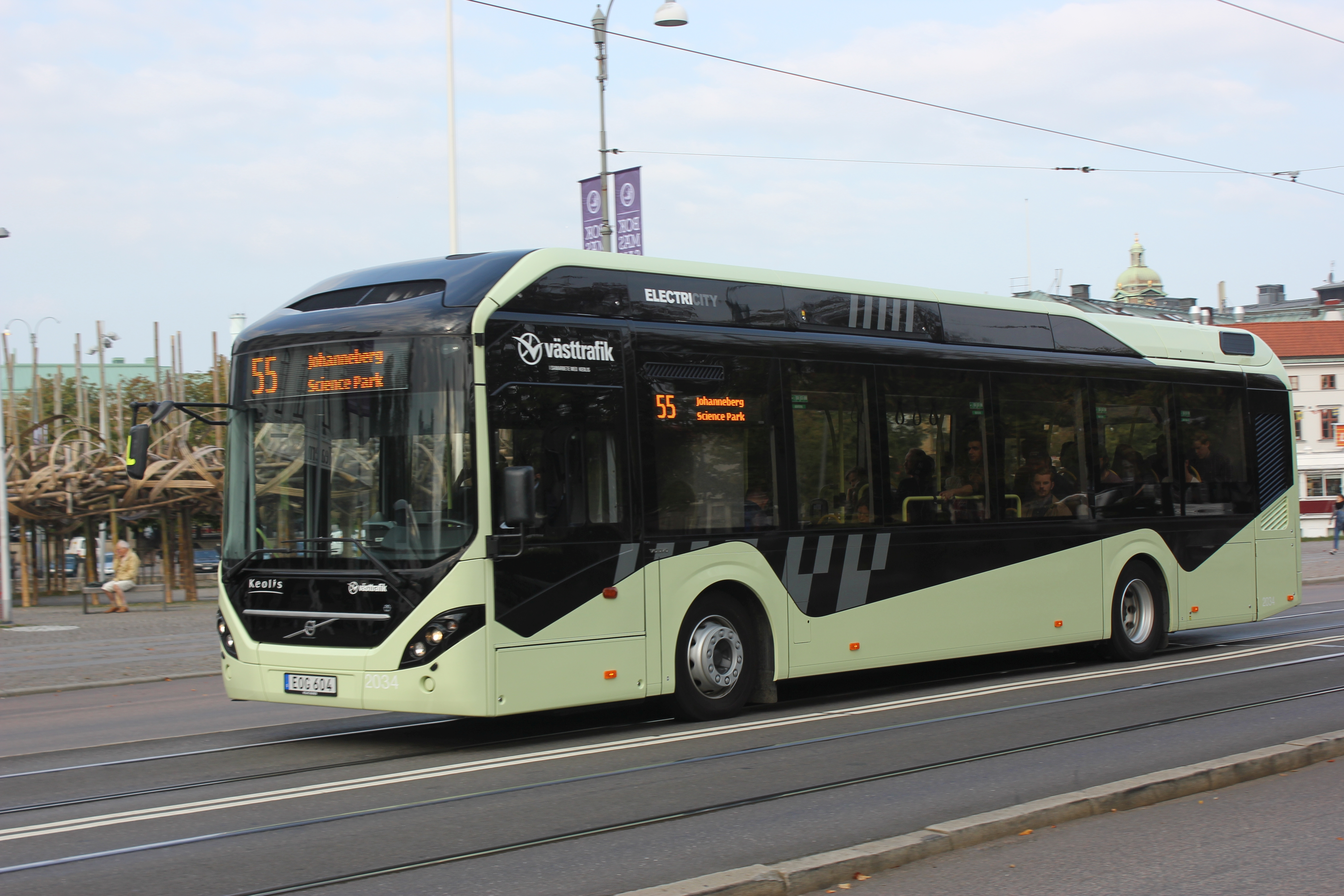
Omnibus vom Typ Volvo 7900

Fachkraft im Fahrbetrieb (FiF) ist ein in Deutschland anerkannter Ausbildungsberuf nach dem Berufsbildungsgesetz (BBiG). Der Beruf wurde im Jahr 2002 eingeführt.

## Aufgaben
Folgende Aufgaben hat eine Fachkraft im Fahrbetrieb:
- Überprüft vor der Fahrtantritt die Betriebssicherheit und Sauberkeit ihres Fahrzeugs.
- Führt Omnibusse, Oberleitungsbusse, Straßenbahnen oder U-Bahnen entsprechend den festgelegten Fahrplänen.
- Verkauft Fahrkarten, berät Kunden über Verbindungen und Ticketpreise.
- Entschärft Konfliktsituationen.
- Bei Betriebsstörungen informieren sie die Fahrgäste und die Leitstelle.
- Beseitigt kleinere Fahrzeugstörungen selbst, sichert Unfallstellen ab oder leistet im Notfall Erste Hilfe.
- Organisiert den Fahrzeugpark und plant den Personaleinsatz.
- Wirkt bei Kalkulationen, Marketing Maßnahmen, sowie der Fahrplangestaltung mit.
- Sorgt in der Werkstatt für die Betriebs- und Einsatzbereitschaft der Fahrzeuge.

## Ausbildungsdauer
Die Ausbildung zur vollwertigen Fachkraft im Fahrbetrieb dauert drei Jahre. Sie erfolgt im Ausbildungsbetrieb und in der Berufsschule.
Die Fachkraft im Fahrbetrieb wird schwerpunktmäßig in folgenden Bereichen ausgebildet:
- am Steuer eines Fahrzeugs des öffentlichen Personennahverkehrs (ÖPNV) wie zum Beispiel eines Omnibusses oder einer Straßenbahn
- in Bus- und U-Bahnhöfen sowie auf Bahnsteigen
- in Büros und Leitstellen
- an Kundenschaltern
- in Werkhallen und Werkstätten

## Anforderungen
- Verantwortungsbewusstsein (z. B. Überprüfen der Betriebssicherheit der Fahrzeuge)
- Umsicht und Konzentrationsfähigkeit (z. B. Erfassen und Berücksichtigen des Umfelds beim Anfahren bzw. Verlassen von Haltestellen)
- Entscheidungsfähigkeit und Reaktionsgeschwindigkeit (z. B. Erkennen von und Reagieren auf Gefahrensituationen)
- Technisches Verständnis (z. B. Kontrolle der Betriebssicherheit von Antrieb, Fahrwerk und Bremsen)
- Kunden- und Serviceorientierung (z. B. Beraten von Kunden über Tarife und Verbindungen)

## Schulfächer
- Deutsch (z. B. für das Erteilen von Auskünften über Tarife und Linienverbindungen des öffentlichen Personennahverkehrs, für das Verständnis interner Bekanntmachungen und Vorschriften)
- Mathematik (z. B. für die Berechnung der Verkaufspreise)
- Englisch/Fremdsprachen (z. B. zur Erteilung fremdsprachiger Auskünfte)
- Physik (z. B. für das Verstehen der Fahrzeugtechnik)
- Technik (z. B. um die Betriebssicherheit von Bussen, Straßen- oder U-Bahnen zu prüfen)

## Verwandte Berufe
- Triebfahrzeugführer
- Berufskraftfahrer
- Eisenbahner im Betriebsdienst